# Daniel Dias
Daniel de Faria Dias (Campinas, 24 de maio de 1988) é um nadador paralímpico brasileiro e recordista mundial.

## Biografia
Passou sua infância e adolescência na cidade de Camanducaia, em Minas Gerais. Nascido com má-formação de seus membros superiores e inferiores, ele compete nas classes S5, SB4 e SM5 em competições paralímpicas.
Com 14 medalhas de ouro (27 no total) nos Jogos Paralímpicos, ele é o 14º atleta mais medalhado da história deste evento multidesportivo, e figura na 6ª posição entre os nadadores paralímpicos.
Daniel é detentor do recorde mundial nas provas de 100m e 200m nado peito, 100m costas e 200m borboleta e o recordista nos Jogos Parapan-americanos com 24 medalhas de ouro.
Daniel conquistou nove medalhas nos Jogos Paralímpicos de Pequim 2008 (4 de ouro, 4 de prata e 1 de bronze), se tornando o atleta com mais medalhas em uma única edição dos Jogos, superando  também o nadador brasileiro Clodoaldo Silva, que havia conquistado sete medalhas (seis de ouro e uma de prata) nos Jogos Paralímpicos de Atenas 2004.
Nos Jogos Paralímpicos de Londres 2012 conquistou 6 medalhas, todas de ouro em todas as provas individuais disputadas!
Nos Jogos Paralímpicos do Rio 2016 conquistou nove medalhas (4 de ouro, 3 de prata e 2 de bronze) e tornou-se o maior medalhista homem da natação em Paralimpíadas, com 24 medalhas no total.
Nos Jogos Paralímpicos de Verão de 2020 Daniel garantiu três bronzes (nos 100m livre da classe S5, no revezamento 4x50m livre misto até 20 pontos e nos 200m livre da classe S5), se consagrando como o maior medalhista paralímpico brasileiro, com 27 medalhas no total. Ele se despediu das piscinas no primeiro dia de setembro de 2021, aos 33 anos, terminando a prova dos 50m livres da classe S5 em quarto lugar, com o tempo de 32s12, encerrando a sua gloriosa carreira. Na entrevista após a prova ele deixou um depoimento emocionado e inspirador:
| “                      | Gostaria de agradecer a Deus pelo dom que me deu, por tudo que me deu no esporte. Obrigado. A palavra é gratidão. É difícil conseguir falar. Espero que muitas crianças, com deficiência ou sem, estejam vendo e assistindo. Acreditem no sonho de vocês. A deficiência não define quem somos. Gratidão é o principal sentimento agora. | ” |
| — Daniel de Faria Dias | |   |

## Prêmio Laureus
Em 15 de junho de 2009, Daniel recebeu o troféu no Prêmio Laureus do Esporte Mundial como melhor atleta paralímpico de 2008. Sua indicação teve como motivo as suas nove medalhas conquistadas durante os Jogos Paralímpicos de Pequim. Ele venceu novamente a premiação em 2012 e em 2016, se sagrando como o único brasileiro a atingir esse feito.
Em 2008, Daniel Dias já havia sido indicado para o mesmo prêmio. Até então, apenas três outros brasileiros haviam recebido este prêmio: Pelé (Futebol, 2000) Ronaldo Fenômeno (Futebol, 2003) e Bob Burnquist (Skateboarding, 2002).

## Prêmios
Os prêmios recebido por ele foram:
- Mundial de Durban: 3 ouros e 2 pratas
- Jogos Paralímpicos de Pequim 2008: 4 ouros, 4 pratas e 1 bronze
- Mundial da Holanda 2010: 8 ouros e 1 prata
- Jogos ParaPan de Guadalajara 2011: 11 ouros
- Jogos Paralímpicos de Londres 2012: 6 ouros
- Mundial de Montreal 2013: 6 ouros e 2 pratas
- Jogos ParaPan Toronto 2015: 8 ouros
- Mundial de Glasgow 2015: 7 ouros e 1 prata
- Jogos Paralímpicos Rio 2016: 4 ouros, 3 pratas e 2 bronzes
- Mundial do México 2017: 6 ouros
- Mundial de Londres 2019: 1 ouro, 1 prata e 2 bronzes
- Jogos ParaPan Lima 2019: 5 ouros
- Jogos Paralímpicos Tóquio 2020: 3 bronzes

- Prêmios Laureus (Melhor Atleta Paraolímpico): 2008, 2012, 2016